# Frans Vink (pianist)
Frans Lodewijk Vink (Den Haag, 18 mei 1918  – Den Haag, 13 januari 1967) was een Nederlands fotograaf en pianist.
Hij was zoon van Frans Vink en Johanna Carolina Delbeek, beiden musicus. Zijn ouders scheidden. Hijzelf trouwde tweemaal, eerst met Fenna van der Sluijs en later met Tilly Ruys, dochter van acteursechtpaar Cor Ruys en Tilly Lus. 
Hij werd deels opgevoed door zijn moeder, die eerder getrouwd was met ambtenaar Gijsbertus Eliza Mullemeister.
Hij maakte tijdens de Tweede Wereldoorlog faam als uitvoerend musicus binnen de lichte muziek (Frans Vink Quintet) en jazz, terwijl de stromingen steeds beperkter beoefend/uitgevoerd mochten worden onder de Duitse bezetter. Hij woonde samen met Peter Schilperoort, mede door hun gezamenlijke hobby, maar ook omdat Vink zijn radio niet bij de bezetter had ingeleverd en er dus naar jazz geluisterd kon worden. Samen gaven ze toen al les aan wie maar wilde tegen een vergoeding in voedsel. Dat leidde na de oorlog tot oprichting van een muziekinstituut onder de naam van "The Dutch Swing College", dat weer zou leiden tot de "The Orchestre of the Dutch Swing College", voorloper van de Dutch Swing College Band. Zijn bijdrage was van korte duur. Hij trok vervolgens met een amusementsorkest door Zwitserland.
Vink verdiepte zich met een opleiding aan de Academie van Beeldende Kunsten in Den Haag in de fotografie, soms met abstracte afbeeldingen. Hij werd onder andere fotograaf bij de Nederlandse Rotogravure Maatschappij, was lid van de Nederlandse Fotografen Kunstkring. Toch kreeg hij in 1966 nog het erelidmaatschap van de Haagse Jazzclub.
Hij overleed op 47-jarige leeftijd na een lang ziekbed. Hij werd gecremeerd op Nieuw Eykenduynen.  